# Alció pitblau
L'alció pitblau o alció malímbic (Halcyon malimbica) és una espècie d'ocell de la família dels alcedínids (Alcedinidae) que habita la selva i boscos de ribera d'Àfrica Occidental i Central, al Senegal, Gàmbia, i de Guinea Bissau cap a l'est, fins a l'oest d'Uganda i sud-oest de Tanzània, i cap al sud fins al nord d'Angola i el centre de la República Democràtica del Congo; localment a Etiòpia i les illes del golf de Guinea.